# IC 3687
IC 3687 (również PGC 42656 lub UGC 7866) – galaktyka nieregularna znajdująca się w gwiazdozbiorze Psów Gończych w odległości około 14,9 miliona lat świetlnych. Odkrył ją Max Wolf 21 marca 1903 roku. Należy do Grupy w Psach Gończych I.
Jej jasność wizualna wynosi 13,1m, a średnica około 15 tysięcy lat świetlnych.